# نزلة ترجم
قرية نزلة ترجم هي إحدى القرى التابعة لمركز أطفيح في محافظة الجيزة في جمهورية مصر العربية.

## التاريخ
ذكر محمد رمزي في كتابه القاموس الجغرافي للبلاد المصرية أن نزلة ترجم من القرى الحديثة حيث كانت من توابع قرية صول، ثم تحدّدت إداريًا سنة 1910 م. وفي سنة 1933 م، صدر قرار بفصلها ماليًا وإداريًا بزمام خاص من أراضي قريتي صول ومسجد موسي، وتُنسب نزلة ترجم إلى مُؤسسها الشيخ علي ترجم.

## السكان
بحسب إحصاءات سنة 2006، بلغ إجمالي السكان في نزلة ترجم 3869 نسمة، منهم 1975 رجل و1894 امرأة.